# Cuaespinós xotoi
El cuaespinós xotoi (Schoeniophylax phryganophilus) és una espècie d'ocell de la família dels furnàrids (Furnariidae) i única espècie del gènere Schoeniophylax.

## Hàbitat i distribució
Zones mab tolls, arbustos baixos, palmeres i sabanes de les terres baixes del nord, est i sud-est de Bolívia, nord de l'Argentina, el Paraguai. Uruguai i sud-oest, sud i est del Brasil.